# José Rivali Moncalvo
José Rivali Moncalvo   (Barcelona, 21 de gener de 1904 - Barcelona, 8 d'abril de 2004), o Giuseppe Rivali, fou un futbolista i jugador de rugbi català de la dècada de 1920.
Va néixer a Barcelona, fill d'una família immigrants genovesos.
Jugador de les categories inferiors i majoritàriament de l'equip reserva. Amb el primer equip va disputar 23 partits durant cinc temporades, alguns del Campionat de Catalunya.
A més va ser un dels primers integrants de la secció de rugbi del club, del qual en fou titular indiscutible.